# Dicaeum kuehni
Dicaeum kuehni là một loài chim đặc hữu của quần đảo Wakatobi của Indonesia. Trước năm 2014, nó được coi là một phân loài của dicaeum celebicum (Dicaeum celebicum kuehni).

## Đặc điểm sinh học

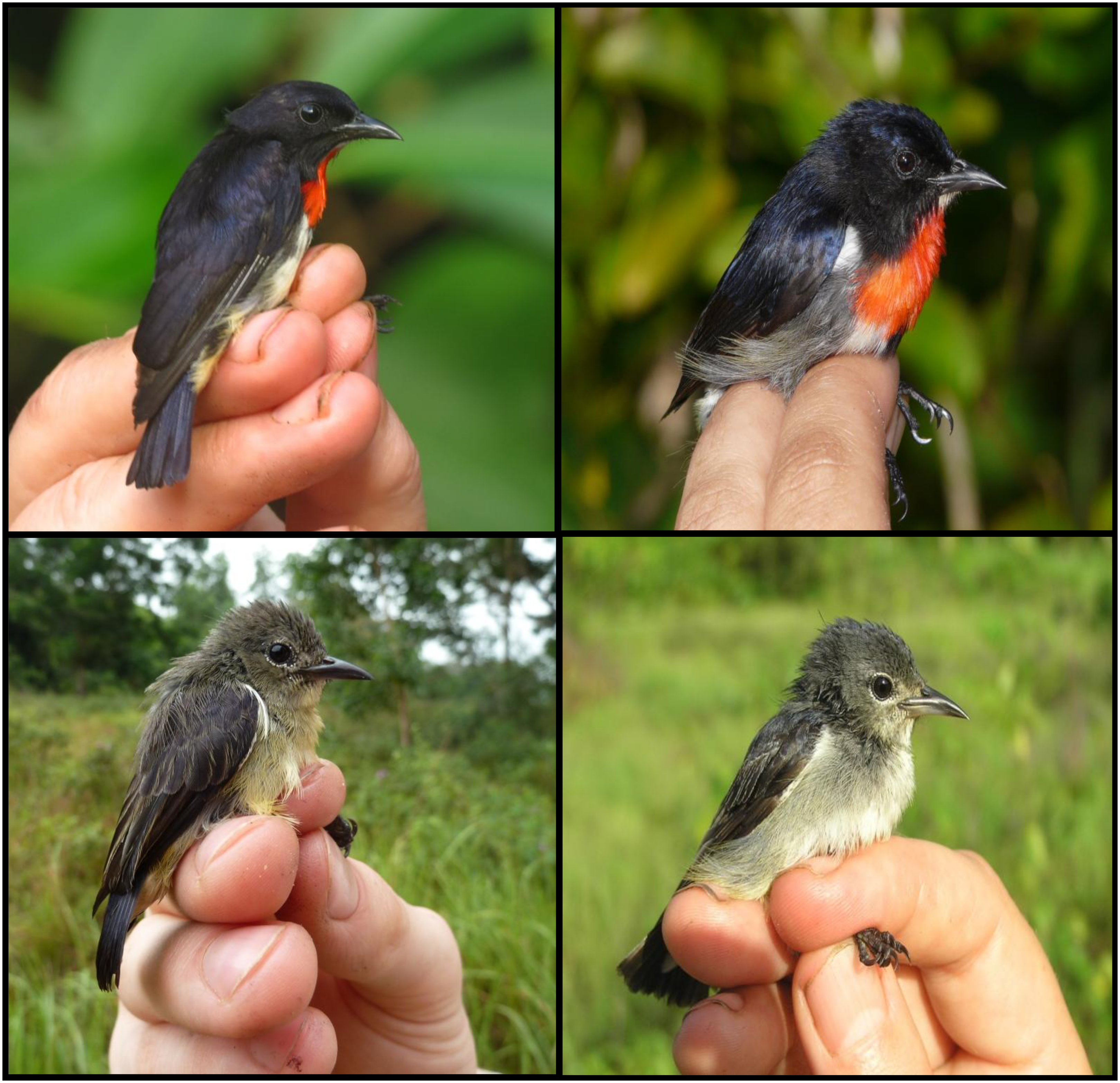
So sánh đặc điểm bộ lông của con trống (trên) và mái (dưới). Dicaeum celebicum bên trái, và Dicaeum kuehni bên phải.

Đây là loài dị hình lưỡng tính. Chim trống có lông màu xám đen trên lưng và đuôi, lông màu trắng trên bụng, và lông màu đỏ ở cằm. Chim mái có lông màu xám vừa trên lưng và đuôi, màu xám nhẹ đến trắng trên bụng và cằm. So với loài có mối quan hệ gần gũi nhất là dicaeum celebicum, loài này lớn hơn đáng kể: nó có đôi cánh dài hơn, mỏ dài hơn, hộp sọ dài hơn, và nặng hơn. Ngoài ra, còn có những điểm khác biệt nhỏ về màu sắc: so với dicaeum celebicum thì dicaeum kuehni trống có lông trên xanh hơn, lông bên nhạt hơn, và vùng lông màu đỏ xuống dưới nhiều hơn. Đối với con mái thì không có sự khác biệt nhiều về màu giữa hai loài.
Loài này sống ở quần đảo Wakatobi, và mặc dù khu vực này thuộc Vườn quốc gia Wakatobi, nhưng môi trường vẫn không được bảo vệ. Thức ăn của chúng chủ yếu là trái cây.